# Роги (Скрад)
Роги (хорв. Rogi) — населений пункт у Хорватії, в Приморсько-Горанській жупанії у складі громади Скрад.

## Населення
Населення за даними перепису 2011 року становило 12 осіб.
Динаміка чисельності населення поселення: